# Medahatti, Malur
Medahatti là một làng thuộc tehsil Malur, huyện Kolar, bang Karnataka, Ấn Độ.